# Prima dell'ombra
Prima dell'ombra (The Shadow Box) è un'opera teatrale del drammaturgo statunitense Michael Cristofer, debuttata a New York nel 1977. Il dramma ha vinto il Premio Pulitzer per la drammaturgia e il Tony Award al miglior spettacolo. Il dramma racconta di tre malati terminali che aspettano l'inevitabile nello stesso ospedale.